# Локалита Продутива (Кремона)
Локалита Продутива је насеље у Италији у округу Кремона, региону Ломбардија.
Према процени из 2011. у насељу је живело 22 становника. Насеље се налази на надморској висини од 85 м.